# Іллінське (Конотопський район)
Іллі́нське —  село в Україні, у Конотопському районі Сумської області. Населення становить 82 особи. До 2018 орган місцевого самоврядування — Чорнобривкинська сільська рада.

## Географія
Село Іллінське знаходиться за 1,5 км від витоку річки Кубер, нижче за течією на відстані в 0,5 км розташоване село Плотникове. Примикає до села Суворове, на відстані в 1 км розташовані села Трудове, Голубкове і Пищикове. Поруч проходить автомобільна дорога Т 1911.

## Історія
12 червня 2020 року, відповідно до розпорядження Кабінету Міністрів України № 723-р «Про визначення адміністративних центрів та затвердження територій територіальних громад Сумської області», село увійшло до складу Путивльської міської громади.
19 липня 2020 року, в результаті адміністративно-територіальної реформи та ліквідації Путивльського району, увійшло до складу новоутвореного Конотопського району.

## Населення

### Мова
Розподіл населення за рідною мовою за даними перепису 2001 року:
| Мова       | Кількість | Відсоток |
| ---------- | --------- | -------- |
| російська  | 61        | 74.39%   |
| українська | 21        | 97.28%   |
| Усього     | 82        | 100%     |